# Horacio Zeballos
Horacio Zeballos (* 27. April 1985 in Mar del Plata) ist ein argentinischer Tennisspieler.

## Karriere
Seinen ersten Titel auf der ATP Challenger Tour gewann Horacio Zeballos 2008 in Recanati. Der große Durchbruch gelang dem Argentinier 2009. Er gewann fünf Challenger-Titel in acht Finals und schaffte den Sprung in die Top 50 der Weltrangliste. Bei den US Open qualifizierte er sich erstmals für ein Grand-Slam-Turnier und schied in Runde zwei gegen Tomáš Berdych aus. Ende des Jahres stand er in St. Petersburg bei seinem vierten ATP-Turnier im Endspiel und vergab einen Matchball im Tie-Break des dritten Satzes gegen den Qualifikanten Serhij Stachowskyj.
Nach vier Erstrunden-Niederlagen zu Beginn der Saison 2010 erreichte er das Viertelfinale in Buenos Aires nach Siegen über Gastón Gaudio und Carlos Moyá. In Miami stand er nach Siegen über Andreas Seppi und Gilles Simon in der dritten Runde und beim Sandplatzturnier in Houston besiegte er im Viertelfinale überraschend den topgesetzten Fernando González, Nummer elf der Weltrangliste, mit 6:4, 6:4. Erst im Halbfinale unterlag er dem späteren Turniersieger Juan Ignacio Chela.
Seit 2010 spielt er für die argentinische Davis-Cup-Mannschaft.

## Erfolge
| Legende (Anzahl der Siege)      |
| Grand Slam (1)                  |
| ATP World Tour Finals           |
| ATP World Tour Masters 1000 (9) |
| ATP World Tour 500 (3)          |
| ATP World Tour 250 (13)         |
| ATP Challenger Tour (50)        |

| Titel nach Belag |
| Hartplatz (7)    |
| Sand (18)        |
| Rasen (1)        |

### Einzel

#### Turniersiege

##### ATP World Tour
| Nr. | Datum            | Turnier      | Belag | Finalgegner  | Ergebnis        |
| --- | ---------------- | ------------ | ----- | ------------ | --------------- |
| 1.  | 10. Februar 2013 | Viña del Mar | Sand  | Rafael Nadal | 6:72, 7:66, 6:4 |

##### ATP Challenger Tour
| Nr. | Datum              | Turnier          | Belag     | Finalgegner             | Ergebnis       |
| --- | ------------------ | ---------------- | --------- | ----------------------- | -------------- |
| 1.  | 22. Juni 2008      | Recanati         | Hartplatz | Grega Žemlja            | 6:3, 6:4       |
| 2.  | 1. Februar 2009    | Bucaramanga      | Sand      | Carlos Salamanca        | 7:5, 6:2       |
| 3.  | 22. März 2009      | Bogotá           | Sand      | Santiago González       | 7:67, 6:0      |
| 4.  | 25. Juli 2009      | Manta            | Hartplatz | Vincent Millot          | 3:6, 7:5, 6:3  |
| 5.  | 8. August 2009     | Campos do Jordão | Hartplatz | Thiago Alves            | 6:74, 6:4, 6:3 |
| 6.  | 4. Oktober 2009    | Buenos Aires     | Sand      | Gastón Gaudio           | 6:2, 3:6, 6:3  |
| 7.  | 13. Mai 2012       | Prag             | Sand      | Martin Kližan           | 1:6, 6:4, 7:66 |
| 8.  | 4. November 2012   | Montevideo       | Sand      | Julian Reister          | 6:3, 6:2       |
| 9.  | 11. November 2012  | São Leopoldo     | Sand      | Paul Capdeville         | 3:6, 7:5, 7:62 |
| 10. | 6. Januar 2013     | São Paulo        | Hartplatz | Rogério Dutra da Silva  | 7:65, 6:2      |
| 11. | 16. November 2013  | Lima             | Sand      | Facundo Bagnis          | 6:74, 6:3, 6:3 |
| 12. | 29. Juni 2014      | Marburg          | Sand      | Thiemo de Bakker        | 3:6, 6:3, 6:3  |
| 13. | 21. September 2014 | Quito            | Sand      | Nicolás Jarry           | 6:4, 7:69      |
| 14. | 18. Juni 2016      | Poprad-Tatry     | Sand      | Gerald Melzer           | 6:3, 6:4       |
| 15. | 9. Juli 2016       | Båstad           | Sand      | Roberto Carballés Baena | 6:3, 6:4       |

#### Finalteilnahmen
| Nr. | Datum            | Turnier        | Belag         | Finalgegner        | Ergebnis        |
| --- | ---------------- | -------------- | ------------- | ------------------ | --------------- |
| 1.  | 1. November 2009 | St. Petersburg | Hartplatz (i) | Serhij Stachowskyj | 6:2, 6:78, 6:77 |

### Doppel

#### Turniersiege

##### ATP World Tour
| Nr. | Datum              | Turnier          | Belag         | Partner           | Finalgegner                          | Ergebnis           |
| --- | ------------------ | ---------------- | ------------- | ----------------- | ------------------------------------ | ------------------ |
| 1.  | 21. Februar 2010   | Buenos Aires (1) | Sand          | Sebastián Prieto  | Simon Greul Peter Luczak             | 7:64, 6:3          |
| 2.  | 1. Mai 2011        | München          | Sand          | Simone Bolelli    | Andreas Beck Christopher Kas         | 7:63, 6:4          |
| 3.  | 28. Februar 2016   | São Paulo        | Sand          | Julio Peralta     | Pablo Carreño Busta David Marrero    | 4:6, 6:1, [10:5]   |
| 4.  | 24. Juli 2016      | Gstaad           | Sand          | Julio Peralta     | Mate Pavić Michael Venus             | 7:62, 6:2          |
| 5.  | 7. August 2016     | Atlanta          | Hartplatz     | Andrés Molteni    | Johan Brunström Andreas Siljeström   | 7:62, 6:4          |
| 6.  | 25. September 2016 | Metz             | Hartplatz (i) | Julio Peralta     | Mate Pavić Michael Venus             | 6:3, 7:64          |
| 7.  | 16. April 2017     | Houston          | Sand          | Julio Peralta     | Dustin Brown Frances Tiafoe          | 4:6, 7:5, [10:6]   |
| 8.  | 18. Februar 2018   | Buenos Aires (2) | Sand          | Andrés Molteni    | Juan Sebastián Cabal Robert Farah    | 6:3, 5:7, [10:3]   |
| 9.  | 22. Juli 2018      | Båstad           | Sand          | Julio Peralta     | Simone Bolelli Fabio Fognini         | 6:3, 6:4           |
| 10. | 29. Juli 2018      | Hamburg          | Sand          | Julio Peralta     | Oliver Marach Mate Pavić             | 6:1, 4:6, [10:6]   |
| 11. | 17. Februar 2019   | Buenos Aires (3) | Sand          | Máximo González   | Diego Schwartzman Dominic Thiem      | 6:1, 6:1           |
| 12. | 18. März 2019      | Indian Wells     | Hartplatz     | Nikola Mektić     | Marcelo Melo Łukasz Kubot            | 4:6, 6:4, [10:3]   |
| 13. | 11. August 2019    | Montreal (1)     | Hartplatz     | Marcel Granollers | Robin Haase Wesley Koolhof           | 7:5, 7:5           |
| 14. | 16. Februar 2020   | Buenos Aires (4) | Sand          | Marcel Granollers | Guillermo Durán Juan Ignacio Londero | 6:4, 5:7, [18:16]  |
| 15. | 23. Februar 2020   | Rio de Janeiro   | Sand          | Marcel Granollers | Salvatore Caruso Federico Gaio       | 6:4, 5:7, [10:7]   |
| 16. | 20. September 2020 | Rom (1)          | Sand          | Marcel Granollers | Jérémy Chardy Fabrice Martin         | 6:4, 5:7, [10:8]   |
| 17. | 9. Mai 2021        | Madrid (1)       | Sand          | Marcel Granollers | Nikola Mektić Mate Pavić             | 1:6, 6:3, [10:8]   |
| 18. | 22. August 2021    | Cincinnati       | Hartplatz     | Marcel Granollers | Steve Johnson Austin Krajicek        | 7:65, 7:65         |
| 19. | 19. Juni 2022      | Halle            | Rasen         | Marcel Granollers | Tim Pütz Michael Venus               | 6:4, 6:75, [14:12] |
| 20. | 15. Oktober 2023   | Shanghai         | Hartplatz     | Marcel Granollers | Rohan Bopanna Matthew Ebden          | 5:7, 6:2, [10:7]   |
| 21. | 19. Mai 2024       | Rom (2)          | Sand          | Marcel Granollers | Marcelo Arévalo Mate Pavić           | 6:2, 6:2           |
| 22. | 12. August 2024    | Montreal (2)     | Hartplatz     | Marcel Granollers | Rajeev Ram Joe Salisbury             | 6:2, 7:64          |
| 23. | 6. April 2025      | Bukarest         | Sand          | Marcel Granollers | Jakob Schnaitter Mark Wallner        | 7:63, 6:4          |
| 24. | 5. Mai 2025        | Madrid (2)       | Sand          | Marcel Granollers | Marcelo Arévalo Mate Pavić           | 6:4, 6:4           |
| 25. | 7. Juni 2025       | French Open      | Sand          | Marcel Granollers | Joe Salisbury Neal Skupski           | 6:0, 6:75, 7:5     |

##### ATP Challenger Tour
| Nr. | Datum              | Turnier               | Belag     | Partner           | Finalgegner                                           | Ergebnis          |
| --- | ------------------ | --------------------- | --------- | ----------------- | ----------------------------------------------------- | ----------------- |
| 1.  | 26. November 2006  | Naples                | Sand      | Pablo Cuevas      | Goran Dragicevic Mirko Pehar                          | 7:65, 6:3         |
| 2.  | 1. April 2007      | Mexiko-Stadt          | Sand      | Marcelo Melo      | Ramón Delgado André Sá                                | 6:4, 6:2          |
| 3.  | 29. April 2007     | Florianópolis         | Sand      | Pablo Cuevas      | André Miele João Souza                                | 6:4, 6:4          |
| 4.  | 8. Juli 2007       | Turin                 | Sand      | Pablo Cuevas      | Pablo Andújar Flávio Saretta                          | 6:3, 6:1          |
| 5.  | 12. August 2007    | Campos do Jordão      | Hartplatz | Eduardo Schwank   | John Paul Fruttero Izak van der Merwe                 | 3:6, 6:3, [12:10] |
| 6.  | 18. August 2007    | Manta                 | Hartplatz | Eduardo Schwank   | John Paul Fruttero Eric Nunez                         | 6:4, 6:2          |
| 7.  | 7. Oktober 2007    | Medellín              | Sand      | Pablo Cuevas      | Santiago González Bruno Soares                        | 6:4, 6:4          |
| 8.  | 15. März 2009      | Santiago de Chile (1) | Sand      | Sebastián Prieto  | Rogério Dutra da Silva Flávio Saretta                 | 7:62, 6:2         |
| 9.  | 22. März 2009      | Bogotá                | Sand      | Sebastián Prieto  | Alexander Peya Fernando Vicente                       | 4:6, 6:1, [11:9]  |
| 10. | 11. April 2009     | San Luis Potosí (1)   | Sand      | Santiago González | Franco Ferreiro Júlio Silva                           | 6:2, 7:65         |
| 11. | 17. Mai 2009       | Bordeaux              | Sand      | Pablo Cuevas      | Xavier Pujo Stéphane Robert                           | 4:6, 6:4, [10:4]  |
| 12. | 19. Juli 2009      | Bogotá (1)            | Sand      | Sebastián Prieto  | Marcos Daniel Ricardo Mello                           | 6:4, 7:5          |
| 13. | 20. September 2009 | Cali                  | Sand      | Sebastián Prieto  | Ricardo Hocevar João Souza                            | 4:6, 6:3, [10:5]  |
| 14. | 13. März 2011      | Santiago de Chile (2) | Sand      | Máximo González   | Guillermo Rivera Aránguiz Cristóbal Saavedra Corvalán | 6:3, 6:4          |
| 15. | 11. September 2011 | Genua (1)             | Sand      | Dustin Brown      | Jordan Kerr Travis Parrott                            | 6:2, 7:5          |
| 16. | 29. Januar 2012    | Bucaramanga (1)       | Sand      | Ariel Behar       | Miguel Ángel López Jaén Paolo Lorenzi                 | 6:4, 7:65         |
| 17. | 4. März 2012       | Salinas               | Sand      | Martín Alund      | Ariel Behar Carlos Salamanca                          | 6:3, 6:3          |
| 18. | 13. Mai 2012       | Prag                  | Sand      | Lukáš Rosol       | Martin Kližan Igor Zelenay                            | 7:5, 2:6, [12:10] |
| 19. | 14. Oktober 2012   | San Juan              | Sand      | Martin Alund      | Nicholas Monroe Simon Stadler                         | 3:6, 6:2, [14:12] |
| 20. | 28. Oktober 2012   | Buenos Aires (1)      | Sand      | Martin Alund      | Facundo Argüello Agustín Velotti                      | 7:66, 6:2         |
| 21. | 11. Mai 2014       | Aix-en-Provence       | Sand      | Diego Schwartzman | Andreas Beck Martin Fischer                           | 6:4, 3:6, [10:5]  |
| 22. | 8. Juni 2014       | Mestre                | Sand      | Pablo Cuevas      | Daniele Bracciali Potito Starace                      | 6:4, 6:1          |
| 23. | 5. April 2015      | San Luis Potosí (2)   | Sand      | Guillermo Durán   | Sergio Galdós Guido Pella                             | 7:64, 6:4         |
| 24. | 26. April 2015     | Savannah              | Sand      | Guillermo Durán   | Dennis Novikov Julio Peralta                          | 6:4, 6:3          |
| 25. | 7. Juni 2015       | Fürth                 | Sand      | Guillermo Durán   | Íñigo Cervantes Renzo Olivo                           | 6:1, 6:3          |
| 26. | 14. Juni 2015      | Moskau                | Sand      | Renzo Olivo       | Julio Peralta Matt Seeberger                          | 7:5, 6:3          |
| 27. | 13. September 2015 | Genua (2)             | Hartplatz | Guillermo Durán   | Andrea Arnaboldi Alessandro Giannessi                 | 7:5, 6:4          |
| 28. | 18. Oktober 2015   | Corrientes            | Sand      | Julio Peralta     | Guillermo Durán Máximo González                       | 6:2, 6:3          |
| 29. | 8. November 2015   | Bogotá (2)            | Sand      | Julio Peralta     | Nicolás Barrientos Eduardo Struvay                    | 6:3, 6:4          |
| 30. | 15. November 2015  | Buenos Aires (2)      | Sand      | Julio Peralta     | Guido Andreozzi Lucas Arnold Ker                      | 6:2, 7:5          |
| 31. | 31. Januar 2016    | Bucaramanga (2)       | Sand      | Julio Peralta     | Sergio Galdós Luis David Martínez                     | 6:2, 6:2          |
| 32. | 10. September 2016 | Genua (3)             | Sand      | Julio Peralta     | Aljaksandr Bury Andrej Wassileuski                    | 6:4, 6:3          |
| 33. | 16. Oktober 2016   | Buenos Aires (3)      | Sand      | Julio Peralta     | Sergio Galdós Fernando Romboli                        | 7:65, 7:61        |
| 34. | 22. Oktober 2016   | Santiago de Chile     | Sand      | Julio Peralta     | Sergio Galdós Máximo González                         | 6:3, 6:4          |
| 35. | 16. März 2025      | Phoenix               | Hartplatz | Marcel Granollers | Austin Krajicek Rajeev Ram                            | 6:3, 7:62         |

#### Finalteilnahmen
| Nr. | Datum              | Turnier           | Belag         | Partner           | Finalgegner                       | Ergebnis            |
| --- | ------------------ | ----------------- | ------------- | ----------------- | --------------------------------- | ------------------- |
| 1.  | 7. Februar 2010    | Santiago de Chile | Sand          | Potito Starace    | Łukasz Kubot Oliver Marach        | 4:6, 0:6            |
| 2.  | 29. September 2013 | Kuala Lumpur      | Hartplatz     | Pablo Cuevas      | Eric Butorac Raven Klaasen        | 2:6, 4:6            |
| 3.  | 16. Februar 2014   | Buenos Aires (1)  | Sand          | Pablo Cuevas      | Marcel Granollers Marc López      | 5:7, 4:6            |
| 4.  | 11. Februar 2017   | Quito             | Sand          | Julio Peralta     | Jamie Cerretani Philipp Oswald    | 3:6, 1:2 Aufgabe    |
| 5.  | 25. August 2017    | Winston-Salem     | Hartplatz     | Julio Peralta     | Jean-Julien Rojer Horia Tecău     | 3:6, 4:6            |
| 6.  | 24. September 2017 | St. Petersburg    | Hartplatz (i) | Julio Peralta     | Roman Jebavý Matwé Middelkoop     | 4:6, 4:6            |
| 7.  | 7. Januar 2018     | Brisbane          | Hartplatz     | Leonardo Mayer    | Henri Kontinen John Peers         | 6:3, 3:6, [2:10]    |
| 8.  | 10. Februar 2019   | Córdoba           | Sand          | Máximo González   | Roman Jebavý Andrés Molteni       | 4:6, 6:74           |
| 9.  | 28. Juni 2019      | Eastbourne        | Rasen         | Máximo González   | Juan Sebastián Cabal Robert Farah | 6:3, 6:74, [6:10]   |
| 10. | 21. Juli 2019      | Båstad            | Sand          | Federico Delbonis | Sander Gillé Joran Vliegen        | 7:65, 5:7, [5:10]   |
| 11. | 6. September 2019  | US Open           | Hartplatz     | Marcel Granollers | Juan Sebastián Cabal Robert Farah | 4:6, 5:7            |
| 12. | 13. September 2020 | Kitzbühel         | Sand          | Marcel Granollers | Austin Krajicek Franko Škugor     | 6:75, 5:7           |
| 13. | 20. März 2021      | Acapulco          | Hartplatz     | Marcel Granollers | Ken Skupski Neal Skupski          | 6:73, 4:6           |
| 14. | 10. Juli 2021      | Wimbledon (1)     | Rasen         | Marcel Granollers | Nikola Mektić Mate Pavić          | 4:6, 6:75, 6:2, 5:7 |
| 15. | 13. Februar 2022   | Buenos Aires (2)  | Sand          | Fabio Fognini     | Santiago González Andrés Molteni  | 1:6, 1:6            |
| 16. | 27. Mai 2023       | Genf              | Sand          | Marcel Granollers | Jamie Murray Michael Venus        | 6:76, 6:73          |
| 17. | 15. Juli 2023      | Wimbledon (2)     | Rasen         | Marcel Granollers | Wesley Koolhof Neal Skupski       | 4:6, 4:6            |
| 18. | 19. November 2023  | Turin             | Hartplatz (i) | Marcel Granollers | Rajeev Ram Joe Salisbury          | 3:6, 4:6            |
| 19. | 13. Januar 2024    | Auckland          | Hartplatz     | Marcel Granollers | Wesley Koolhof Nikola Mektić      | 3:6, 7:65, [7:10]   |
| 20. | 18. Februar 2024   | Buenos Aires (3)  | Sand          | Marcel Granollers | Simone Bolelli Andrea Vavassori   | 2:6, 6:76           |
| 21. | 15. März 2024      | Indian Wells      | Hartplatz     | Marcel Granollers | Wesley Koolhof Nikola Mektić      | 6:72, 6:74          |

## Abschneiden bei Grand-Slam-Turnieren

### Einzel
| Turnier         | 2007 | 2008 | 2009 | 2010 | 2011 | 2012 | 2013 | 2014 | 2015 | 2016 | 2017 | 2018 | Karriere |
| --------------- | ---- | ---- | ---- | ---- | ---- | ---- | ---- | ---- | ---- | ---- | ---- | ---- | -------- |
| Australian Open | —    | —    | —    | 1    | —    | —    | 1    | 1    | Q1   | —    | 1    | 1    | 1        |
| French Open     | —    | —    | Q2   | 2    | Q1   | 2    | 2    | Q2   | Q1   | 1    | AF   | 2    | AF       |
| Wimbledon       | Q1   | —    | Q2   | 1    | —    | —    | 1    | —    | 1    | 1    | 1    | 2    | 2        |
| US Open         | Q2   | —    | 2    | 1    | 1    | Q1   | 1    | Q1   | Q1   | 2    | 1    | —    | 2        |

Zeichenerklärung: S = Turniersieg; F, HF, VF, AF = Einzug ins Finale / Halbfinale / Viertelfinale / Achtelfinale; 1, 2, 3 = Ausscheiden in der 1. / 2. / 3. Hauptrunde; Q1, Q2, Q3 = Ausscheiden in der 1. / 2. / 3. Qualifikationsrunde; nicht ausgetragen

### Doppel
| Turnier         | 2009 | 2010 | 2011 | 2012 | 2013 | 2014 | 2015 | 2016 | 2017 | 2018 | 2019 | 2020 | 2021 | 2022 | 2023 | 2024 | 2025 | Karriere |
| --------------- | ---- | ---- | ---- | ---- | ---- | ---- | ---- | ---- | ---- | ---- | ---- | ---- | ---- | ---- | ---- | ---- | ---- | -------- |
| Australian Open | —    | AF   | —    | —    | 1    | 1    | 2    | —    | 1    | 1    | VF   | AF   | 1    | HF   | HF   | AF   | –    | HF       |
| French Open     | 1    | 2    | —    | VF   | HF   | 2    | 1    | 1    | VF   | 2    | 1    | AF   | 2    | HF   | HF   | HF   | S    | S        |
| Wimbledon       | —    | 2    | —    | —    | 2    | —    | —    | 1    | 2    | 2    | AF   |      | F    | —    | F    | HF   | HF   | F        |
| US Open         | —    | HF   | 2    | 1    | AF   | 1    | 1    | 1    | 2    | 2    | F    | 1    | VF   | 1    | AF   | VF   |      | F        |